# リールステージ
株式会社リールステージ（Rirestage.Co.,LTD.）は、奈良県奈良市に本社を置く企業である。
主な事業として介護事業(通所介護、訪問介護、居宅介護支援、高齢者住宅)、保育園事業(企業主導型保育園の運営)、障害サービス事業(発達障害就労移行支援)、人材紹介事業・老人ホーム入居紹介事業等を行っている。

## 概要
創業の地である奈良をはじめ大阪、福井、三重、滋賀、岡山の地方都市に15拠点39事業所を展開し0歳～100歳までの広い世代の社会課題を解決するための事業を産学官とも連携して展開している。
社名は、フランス語で「笑う」という意味のリール（RIRE）と英語で「舞台・場所」という意味のステージ（STAGE）から由来している。リールステージに関わる全ての人にとって「笑いの場」であり続けたいという願いを込めている。
企業理念は「笑いと感動に包まれた愛情溢れる社会を創ります。」である。

## 沿革

### 株式会社リールステージの前身時代
- 2000年4月 - 有限会社デイサービス八重桜設立(代表:中山實男、西勝康)が設立される(後に株式会社八重桜に変更)
- 2008年7月 - 四葉創健株式会社設立(代表:中山迪子)が設立される。

### 株式会社リールステージの設立後
- 2016年9月 - 四葉創健株式会社が株式会社八重桜の半分を事業譲渡を受ける。社名を四葉創健株式会社から株式会社リールステージに変更し、中山久雄（現株式会社リールステージ代表取締役）が専務取締役に就任
- 2017年3月 - 保育事業を開始。企業主導型保育園「リールキッズ奈良保育園」奈良市高天市町に開設
- 2018年5月 - 企業主導型保育園「リールキッズ門真保育園」を大阪府門真市岸和田に開設
- 2019年4月 - 中山久雄が代表社員を務める「あをに工房合同会社」を設立し、要介護の高齢者が働くことで報酬と生きがいを得られるというこれまでにない事業を開始[大言壮語的]
- 2019年7月 - 企業主導型保育園「リールキッズ楓保育園（設置法人　株式会社楓工務店）」を奈良県橿原市に開設
- 2019年9月 - 住宅型有料老人ホーム「リールホーム都祁アネックス」を奈良市都祁白石町に開設
- 2019年11月 - 中山久雄が代表取締役社長に就任
- 2019年12月 - 介護、医療分野における人材紹介事業を開始「ワンジョブ転職」サイトを開設
- 2020年1月 - 企業主導型保育園「リールキッズ枚方茄子保育園（設置法人　株式会社藤井縫工所）」を大阪府枚方市茄子作東町に開設
- 2020年2月 - 障害サービス事業を開始。就労移行支援事業所「ディーキャリア奈良オフィス」を奈良市に開設
- 2020年4月 - サービス付き高齢者向け住宅「リールホーム東岡山」を岡山市中区に新規開設
- 2020年4月 - 株式会社リードより「ナーシングホーム三重松阪」の事業譲渡を受け、住宅型有料老人ホーム「リールホーム松阪」の運営を開始
- 2020年7月 - 住宅型有料老人ホーム「リールホーム学園前」を奈良市学園朝日町に開設
- 2020年10月 - 住宅型有料老人ホーム「リールホーム宝来アネックス」を奈良市宝来に開設
- 2020年12月 - サービス付き高齢者向け住宅「リールホーム福井成和」を開設
- 2021年9月 - サービス付き高齢者向け住宅「リールホーム大津坂本」を開設